# جائزة الصين الكبرى 2007
جائزة الصين الكبرى 2007 (بالإنجليزية: 2007 Chinese Grand Prix) هو سباق فورمولا 1 أقيم بتاريخ 7 أكتوبر 2007 في حلبة شانغهاي الدولية، الصين. كان السادس عشر من أصل 17 في بطولة العالم لسباقات الفورمولا واحد موسم 2007. حلّ الفنلندي كيمي رايكونن أولا بينما جاء الإسباني فرناندو ألونسو في المركز الثاني وحصل على المركز الثالث البرازيلي فيليبي ماسا.